# バイオアタック (ゲーム)
『バイオアタック』 (BIO-ATTACK) は、1983年にタイトーがリリースしたアーケードゲーム。ジャンルは縦スクロールシューティング。
Atari 2600などのゲーム『Fantastic Voyage』を題材にしたとされ、それを製作したFOX VIDEO GAMES（当時の20世紀フォックスの傘下）のライセンスを受けていることがタイトル画面で確認できる。

## 内容
全6ステージ。ミクロ化された潜行艇が人間の体内に注入され、ウイルスの駆除と患部の治療を進めながら最終目的地の右目を目指す。
ウイルスに接触した場合は1ミス、画面下に表示されている自機の酸素（OXYGEN）が0になると残機数に関わらずゲームオーバー。酸素は奇数面のカプセルを取ることで回復する。

### ステージ構成
奇数面は縦スクロール、偶数面はスクロール停止状態で患部を治療。6面クリア後は再び1面に戻る（エンドレス）。
1. 血管(1) - 左腕の静脈から心臓を目指す。
2. 心臓 - 弁に張り付いているアメーバ状の物体に弾を当てて除去する。浮遊する敵は弾を当てると動きが止まる。
3. 血管(2) - (1)とほぼ同じステージ構成。
4. 胃 - 2面と同じ要領で胃潰瘍を除去する。降って来る胃液に当たると1ミス。
5. 血管(3) - (1)・(2)とほぼ同じステージ構成。
6. 右目 - ドットイートゲームの要領で網膜血管内の迷路を潜り、瞼より脱出。

## 開発・発売
本作は、後にスーパーコンピュータ「富岳」の開発を主導することになる石川裕によって「ミクロアタッククルー」という題名で開発された。
この時点では注射器を通じて潜行艇が人間の体内に注入されるオープニングデモがあるが、製品版である『バイオアタック』にはその場面が削除されている。これについて、ムック『アーケード未発売・未稼働ゲーム大全』の著者ぜくうは、薬物を身体に打ち込む様子を想起させたのが原因ではないかと推測している。
また、本作は1980年に一度完成したものの、ロケテストと作り直しを重ねた末、1983年に『バイオアタック』という題名で改造ロムキットとして発売された。ぜくうは以上の経緯から、1983年の作品にしてはグラフィックがやや古臭くなってしまったのではないかとみている。

## 関連商品
2022年時点では家庭用への移植はまったくないが、BGMはティームエンタテインメントから発売されたアルバム『タイトーレトロミュージックコレクション5』に収録されている。